# Occitània fins a la dècada del 1970
Situació d'Occitània després de la Segona Guerra Mundial.

## Davallada econòmica
Des del 1940 s'establirien al país nombrosos espanyols (generalment exiliats polítics de la guerra civil, molts d'ells catalans), italians, armenis, i més tard, magrebins i africans, exiliats polítics i econòmics, que alterarien l'etnografia occitana. D'aquesta manera, la pèrdua demogràfica provocada en els anys 50-60 en el camp occità afavoriria l'onada d'aculturació i de francesització urbana.
Del 1943 al 1953 seran tancades 13 explotacions de bauxita a Var, malgrat que la seva producció anyal era de 800.000 tones. També es produeix la caiguda del sector minaire al Cevenol, on de 20.000 treballadors ocupats a les hulleres el 1946 passaren a 12.000 el 1949. Paral·lelament, a Alès, on la producció va caure de 3,1 milions de tones el 1953 a 2,28 milions el 1954, a 2,6 milions el 1960 i fins a 2,5 milions el 1966, passarien d'emprar 5.000 treballadors el 1950 a 3.000 el 1958.
Occitània pagaria un preu molt car per la crisi del carbó no sols a nivell francès, sinó també europeu, que fou una de les causes de la creació de la CECA, antecedent de la Comunitat Econòmica Europea. El 1948 també es tancaren les mines de lignit de Lacauneta i Lamòta, les d'hulla de Plasença, i les transformadores de Port Sant Esprit i Lo Bosquet de l'Orb (Erau).
Tampoc se'n salvaria l'agricultura. El 1951, a la Camarga, uns 12 masos posseïen el 60% de la terra de conreu i controlaven el 50% de la collita d'arròs, mentre que al Baix Llenguadoc uns 97 propietaris tenien 5.477 hectàrees. Durant el període del 1962 al 1972 unes 40.000 hectàrees del Llenguadoc passarien a mans de propietaris forasters.
Aleshores, els principals sindicats pagesos eren el MODEF, comunistoide, i el Mouvement Syndicale des Travailleurs Paysans (MSTP), socialista. S'inicià aleshores el Plain Vedel per tal de liquidar la petita explotació familiar, puix que la parcel·lació excessiva dificultava l'explotació, però no evitaria l'aparició el 1958 d'un total de 229 societats vitícoles, d'elles 70 estrangeres.
El 1955 es va crear la Compagnie National du Bas Rhône-Languedoc, per tal d'emprimar noves terres i procurar ocupacions en el sector turístic.
El 1960 es creà una fàbrica d'alumini a Noguéres (Aquitània), però el 1962 el govern francès decidí de manera totalment arbitrària el tancament del complex minaire-industrial de Decazevila, a la Sala, fet que serà des d'aleshores considerat com al catalitzador de les reivindicacions occitanistes modernes. Robert Lafont en veu com a causes del subdesenvolupament regional la pobresa del sòl i la baixa rendibilitat per a l'Estat, la manca de visió dels interessos regionals, la crisi demogràfica i la manca de possessió dels mitjans de distribució.
Però Occitània no és pas un país pobre. A Pechiney (Arieja) s'hi produeix el 20% de l'alumini francès, i Tolosa de Llenguadoc ocupa el 14,7% dels obrers francesos dels sectors químic i aeronàutic. Així i tot, al Llenguadoc el 1963 només hi havia dues empreses amb més de cent treballadors i amb capital regional (una d'eles era la d'Explosius Rey a Nimes), mentre que el 96,6% dels tallers tenien menys de 20 treballadors, i el 79,8% dels tallers en tenien menys de tres. A la Provença, per la seva banda, passava el mateix, llevat de les empreses de Paul Ricard.
Endemés, el 1966 tancaren les drassanes de Port del Boc (Provença), i s'obriren les refineries de petroli de Fòs, Bèrra, Frontinhan i Ambès, que encara que donen treball provoquen molta pol·lució i alguns desastres ecològics, que intentaren evitar-se el 1972 amb la creació del Parc Nacional de la Camargo, vora Lei Santas Marias de la Mar, amb 80.000 hectàrees protegides d'aiguamolls amb aus aquàtiques.

## Formació de l'occitanisme
El final de la guerra serà marcat a Occitània per un nacionalisme francès triomfant. Els occitanistes col·laboracionistes foren perseguits, i els resistents, sovint atacats tant pels gaullistes com pels comunistes. A Llemotges, fins i tot, hi ha resistència occitanista a les autoritats gaullistes, i el mateix De Gaulle viatjà a Tolosa per desarmar els maquis, que no volia entregar les armes i pretenia ajudar els resistents republicans bascos i catalans.
En aquest context, el 24 d'abril del 1945 la SEO deixaria pas definitivament al nou Institut d'Estudis Occitans (IEO), amb seu a Tolosa, i que editava les revistes Occitània i Annales de l'IEO; que vol promoure la cultura occitana i reivindica l'ensenyament de l'occità a l'escola, alhora que proposen una grafia unificada. D'aquesta manera, el 1952 Joan Bozet, amb l'ajut de Bec i Alibert, permitiren que el gascó s'adaptés definitivament a la grafia occitana, malgrat l'oposició de l'Escolo Gaston Febus (ja el 1951 R. Lafont havia fet el mateix amb el provençal).
Aquesta nova generació occitanista va promoure el 1946 la creació de la revista L'Ase Negre, de caràcter cultural i on hi participaren Lafont, Cubainas, Pèire Lagarda, Leon Còrdas, Max Roqueta i Fèlis Castanh, tots ells representants de diferents ideologies polítiques. Els esforços i presssions de l'IEO, així com de Pèire Lois Berthaud, qui ocupava aleshores el càrrec d'ambaixador francès a la UNESCO, conduirien el 1951 a l'aprovació per l'Assemblea Nacional de la Llei Deixonne d'onze de gener, que permetia l'ensenyament de les llengües regionals a secundària i a les universitats.
Aviat fou posada en pràctica a Montpelhièr, però no fou millorada fins al 1966, i de fet no entraria en vigor a la totalitat del territori occità fins a l'aprovació de la llei Haby del 1975.

## El felibrisme modern
Els felibres, malgrat el desprestigi i la seva vinculació a la dreta, continuaren la seva tasca cultural, ja que numèricament eren superiors als occitanistes. Encara comptaven amb organitzacions de prestigi com l'Escòlo Gaston Febus de Gascunya, la revista Lemouzy, i l'Escòla Occitana del p. Salvat (que tenia 200 membres), fundador també del grup Prieures et Religieux Amis de la Langue d'Oc (PRALO). Consideraren als occitanistes com a heretges, ja que consideraven que cada dialecte occità era original i que la unitat lingüística era una utopia, i aquests els acusaren de folkloritzar la llengua.
Tanmateix, la manca de líders amb carisma (Marius Jouveau i Arnavielle havien mort) provocaria que el centenari de la fundació del felibrisme del 1954 passés totalment desapercebut a l'opinió pública. Renié Joveau (1906-1997) i Suli-Andrièu Peyre van crear el 1952 el Gropemen d'Estùdi Prouvençau (considerat com a molts com un segon Font Segunha) com a intent d'alternativa a l'IEO i rehabilitar el moviment. Aconseguiren la fundació a la Guiena de l'escoles felibres Lo Bornat de Perigús, una de les més actives des d'aleshores, l'Escolo de Jansemin a Agen i l'Escolo Carsinolo al Carcin, però Enric Mouly i Rogièr Lapassada aconseguiren que les associacions felibres de la Roergue i Bearn adoptessin les normes de l'IEO. Per la seva banda, el llenguadocià Rogier Barthe (1911-1981), fill d'Emili, va intentar promoure durant els anys 50 una Federation Internationale d'Action Latine per promoure la unió de nacions llatines, però no se'n va sortir.

## Occitanisme cultural i polític
Durant els anys cinquanta, la gent com Lafont intentaren superar el felibre i el federalisme clàssic de Campròs, però era una tasca difícil per la disgregació de grup i les particularitats regionals internes. El 1958, juntament amb el grup bretó Ar Falz, constituïren el Moviment Laïc de las Culturas Regionalas, per tal de promoure l'ensenyament de les parles regionals. Alhora, occitanistes i felibres es posarien per fi d'acord per formar el 1961 la Secció de Llengües Meridionals del Pen Club, amb una presidència per l'IEO i tres vicepresidències felibres. Poc després, formarien la Union Culturala de Països d'Oc, amb la qual passarien a formar part del Conseil National de Defense et Promotion des langues de France, juntament amb IKAS (Iparralde), GREC (Catalunya Nord), Scola Corsa, René Schickele Kreis i Cercle Michel de Swaen. El primer president fou un occità, André Chamson (1900-1983), qui afirmà que "bilingüisme és humanisme". El 1972 fou substituït per un altre escriptor occità, Noël Mathieu, més conegut com a Pierre Emmanuel (1916-1984).
Per altra banda, des del 1955 Joan Botiera, antic director de l'Institut d'Estudis Provençals de la Sorbona, va promoure els Congresos de Llengua i Literatura Occitanes, que se celebrarien a Avinhon (1955), Ais (1958), Bordèu (1961), Avinhon (1964), en el qual participarien universitaris de 19 països, Niça (1967), Montpelhièr (1970) i Pau (1973).
El 1959, Francés Fontan (1929-1979), fundà el Partit Nacionalista Occità (PNO), primer partit occità obertament nacionalista i d'extrema esquerra, però d'escassa presència social.

## Altres opcions
Pel que fa als polítics francesos d'origen occità, podem destacar en la postguerra al gascó de Comenges Vincent Auriol, que serà president de la República del 1947 al 1954, com més tard ho serà l'alvernès Georges Pompidou del 1969 al 1974 i més tard el llemosí Jacques Chirac. Paradoxalment, també era llenguadocià el cap i fundador de l'Organisation de l'Armée Secrète el 1961, el militar Raoul Salan (1899-1984), qui fou condemnat a mort el 1968, però amnistiat poc més tard. Dins de la política, però com a fenomen occità, podem incloure un esclat polític, el poujadisme, de difícil classificació, per la Union de Defense des Commerçants et Artisans de France (UDCAF) dirigida pel gascó Pierre Poujade (1928-2003), antic col·laboracionista amb el Govern de Vichy, i que assolí 52 diputats el 1956, però que el 1959 fou absorbit totalment pel gaullisme.

## La lluita per la terra
Els anys seixanta es caracteritzarien per la davallada catastròfica de la llengua, una crisi econòmica larvada, la invasió turística, la necrosi social per l'envelliment crònic de la població en alguns departaments, el desballestament del teixit industrial de petites i mitjanes empreses tèxtils, la repatriació massiva d'un milió i mig de pied noirs amb ajut financer públic que s'establirien al camp, i l'oposició política entre un Midi que s'anà tornant socialista i el Nord gaullista (si bé podíem distingir un Oc roig a la línia Draguinhan-Limòtge d'un Oc blanc al sud del Massís Central). Tot això havia d'esclatar d'alguna manera, i provocà que durant aquells anys els activistes occitans incorporessin noves reivindicacions al seu programa a favor dels viticultors i dels minaires, tot denunciant la discriminació econòmica.
El detonant foren els fets ja esmenats de la Sala, que intensificaria la crisi econòmica occitana pels intents del govern francès de mantenir una producció carbonífera interior qüestionada per la mateixa CECA amb una exigència de sanejament que provocà el sacrifici de les conques extractives occitanes.
El 4 de febrer del 1962 s'havia format a Narbona el Comitat Occitan d'Estudis e d'Acció (COEA), com a grup de pressió i club d'opinió, que el 1964 edita la revista Viure, sota influència de les tesis algerianes i de Frantz Fanon. Així denunciaria la situació occitana com a colonialisme interior, definida com a la suma de dependència econòmica i alienació cultural.
El fet que es produís a Sala la primera "vaga regional", amb suport de l'IEO, i que els minaires fossin occitanòfons va alinear el COEA com a club de reflexió en el si del PSF de Miterrand, donant així a conèixer la problemàtica occitana a l'esquerra francesa. Tanmateix, el COEA rebutja l'independentisme i el trasllat de les tàctiques tercermundistes a Europa, i veu com a solució una barreja de regionalisme, occitanisme cultural i socialisme. El 1964 Lafont donaria suport pública a Mitterand en la Convention des Institutions Républicaines, i poc després ho faria tot el COEA. D'aquesta manera, el 1965 Mitterrand guanyaria a tots els departaments occitans a la segona volta de les eleccions presidencials franceses.
El 1967 es formaria Poble d'Oc i els fets del maig del 1968 també influirien en el desenvolupament de l'occitanisme: el Centre Nacional de Joves Agricultors, la Jove Cançon, de caràcter reivindicatiu; els escriptors Joan Larzac, creador de Realitat Occitana e Crestianisme (ROC) i Ives Roqueta; a les valls valdeses el Moviment Autonomista Occitan (MAO); el 1970 la Federació Anarquista-Comunista d'Occitània (FACO) i Occitània Libertaria, de caràcter anarco-ecologista; i el 1971 Lucha Occitana (LO), que va dur a terme accions reivindicatives amb èxit relatiu a Larzac i Naussac.
Aquest èxit va animar Robert Lafont a presentar-se com a candidat a les eleccions presidencials franceses del 1974, encapçalant una candidatura de minories, però l'administració hi va posar tota mena de traves als mitjans televisius, i finalment la candidatura fou rebutjada pel Conseil Constitutionale per motius tècnics. Més èxit van tenir les reivindicacions culturals, on el nombre d'autors en occità va augmentar i fins i tot el 1972 es va impulsar una Universitat Occitana d'Estiu.